# Omani Women’s Association
Omani Women’s Association (OWA) är en kvinnoorganisation in Oman, bildad 1970. Den utgör början på den organiserade kvinnorörelsen i Oman. Den blev 1978 en statlig förening och fick sedan i uppgift att föra regimens policy om kvinnors rättigheter. 

## Historik
Bakgrunden till organisationen låg i den samhällsmodernisering som inleddes vid tronskiftet efter 1970 års statskupp. Under sultan Said bin Taimurs regering 1938-1970 rådde sharia: modern undervisning var förbjuden, personer som studerade utomlands förbjöds att återvända till landet, kvinnor levde i könssegregering, och sultanen hade 150 kvinnor i sitt harem.
Efter Qaboos bin Saids statskupp 1970 inleddes ett radikalt moderniseringsprogram. Slaveriet avskaffades, allmän utbildning infördes, personer som hade studerat utomlands ombads återvända till Oman för att bygga upp landet, och utlandsutbildade kvinnor anställdes inom militären, polisen, utbildningen och civilförvaltningen; kvinnliga reportrar anställdes inom den nygrundade omanska televisionen och tilläts uppträdde offentligt obeslöjade.
OWA grundades 1970 av två överklasskvinnor för att hjälpa fattiga kvinnor och fick stöd av sultanen, som genom ett dekret registrerade organisationen formellt 1971. OWA bildade lokalföreningar över hela landet, gav kvinnor en plats att mötas på och erbjöd barnomsorg och lektioner av egyptiska socialarbetare inom olika ämnen som hälsa och hygien.
OWA blev en statlig organisation 1978 och placerades 1984 under socialministeriet.
Den omanska staten kom att överlåta arbetet med kvinnors rättigheter i Oman på OWA, som fick sin finansiering av socialministeriet och genom sina lokala center erbjöd utbildning, dagis och juridisk rådgivning.
OWA:s verksamhet kom att rätta sig efter statens policy för kvinnors rättigheter. Denna var radikalt progressiv under 1970-talet, då staten ville dra nytta av alla personer med kunskap för att bygga upp ett modernt samhälle; men blev mer konservativ mot slutet av 1980-talet, då arbetslöshet gjorde att regeringen började avråda kvinnor från yrken som inte ansågs passande.
Kvinnor fick lokal rösträtt till Muscat 1994, lokal rösträtt i hela Oman 1996, och nationell rösträtt 2002, samma år som även alla män över 21 års ålder fick rösträtt, och två kvinnor valdes in i den lokala shuran i Muscat 1994. År 2008 infördes en reform i egendomsrätten som gav kvinnor rätten att äga jord på samma villkor som män.
Kvinnor i Oman har (2025) laglig rätt att utbilda sig och arbeta, rösta och väljas till politiska ämbeten, och behöver inte bära slöja; i praktiken är dock de flesta omanska kvinnor inte yrkesverksamma, och nästan alla kvinnor bär slöja.